# Bíró Ferenc (festő)
Bíró Ferenc (Hajdúböszörmény, 1935. december 4. – Hajdúböszörmény, 1981.) magyar festő, grafikus, főiskolai tanár.

## Élete és munkássága
Alap és középiskoláit szülővárosában, Hajdúböszörményben és Debrecenben végezte. Mesterei kezdetben Király Jenő és Király Róbert voltak, majd Egerben, a tanárképző főiskolán képezte magát Jakuba János és Bíró Lajos irányításával. 1969-ben szerzett diplomát a Képzőművészeti Főiskolán.
Első önálló kiállítását 1961-ben rendezte. Ettől kezdve rendszeres kiállítóművész. Az alapítás évétől - 1971-től tíz éven át a Debreceni Egyetem Hajdúböszörményi Főiskolai Kara elődjének, az Óvóképzőnek tanára. Nyaranként rendszeresen járt a tokaji művésztelepre és alapító tagja volt a Hajdúsági Nemzetközi Művésztelepnek.
Kedvelt témája a természet, különösen a fák és a folyópart, de portrékat is készített. Legszívesebben akvarellel és gouache technikával dolgozott. Képeinek jelentős részét a Hajdúsági Múzeum őrzi, de alkotásai megtalálhatók az ország különböző gyűjteményeiben és magánszemélyeknél. A hajdúböszörményi köztemetőben lévő sírjára az emlékjelet Váró Márton szobrászművész faragta.

## Díjai
- Káplár Miklós díj (1976)

## Egyéni kiállításai
- 1962 – Hajdúböszörmény
- 1964 – Debrecen
- 1964 – Budapest
- 1965 – Békéscsaba
- 1966 – Salgótarján
- 1966 – Balassagyarmat
- 1967 – Kiskunhalas
- 1969 – Tokaj
- 1973 – Debrecen
- 1975 – Debrecen
- 1964-1980 – Hajdúsági Nemzetközi Művésztelep kiállításai

## Emlékkiállítások
- Hajdúböszörmény: 1982,1986,1995,2005.

## Művei közgyűjteményekben
- Hajdúsági Múzeum, Hajdúböszörmény

## Külső hivatkozások
- Bíró Ferenc életrajza a Kieselbach Galéria honlapján
- Bíró ferenc (a hajduboszormeny.hu-n)[halott link]